# Atlante (libro)
L'atlante è un'opera a stampa che raccoglie, in forma di libro, carte geografiche che illustrano in modo esauriente un determinato argomento di geografia (fisica, politica, economica o storica) di un'area (regione, stato, continente) o del mondo.

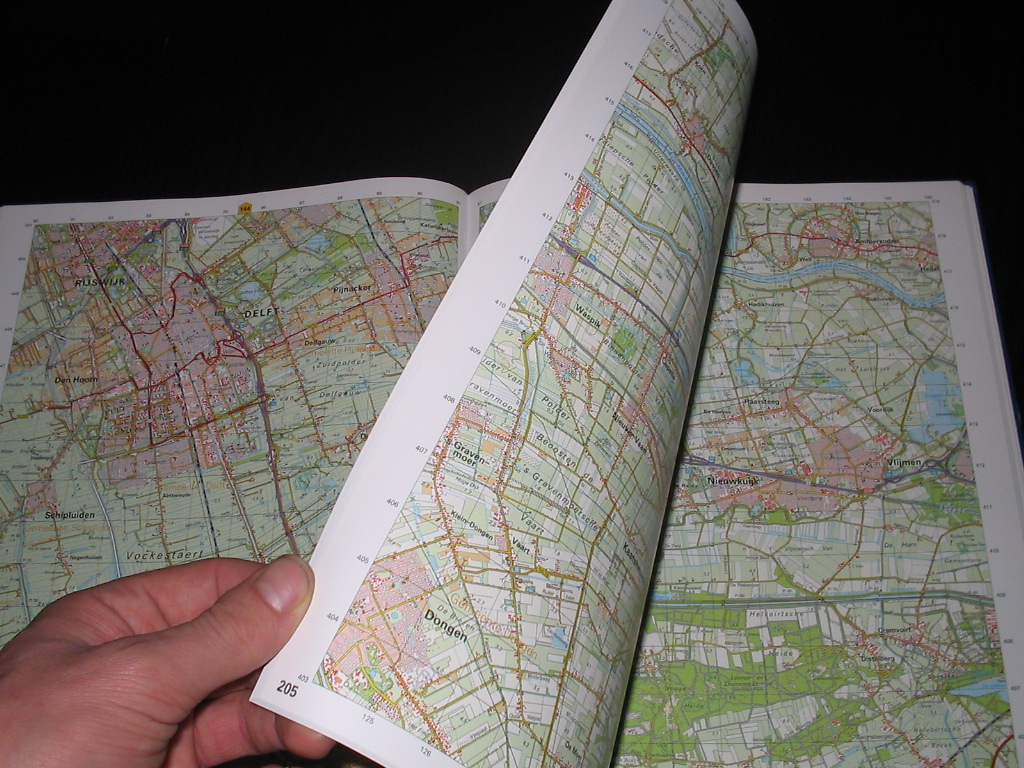
Un atlante geografico

Si usa il termine atlante anche per raccolte di illustrazioni di argomento non geografico, come ad esempio:
- in anatomia: atlante anatomico;
- in astronomia: atlante astronomico o celeste;
- in botanica: atlante botanico.

Per estensione, viene spesso chiamato atlante una qualsiasi raccolta di tavole figurate di grande formato.

## Tipologia
A seconda del particolare tipo delle carte si possono distinguere, ad esempio:
- atlante geografico;
- atlante storico;
- atlante linguistico;
- atlante economico;
- atlante giuridico.

## Storia

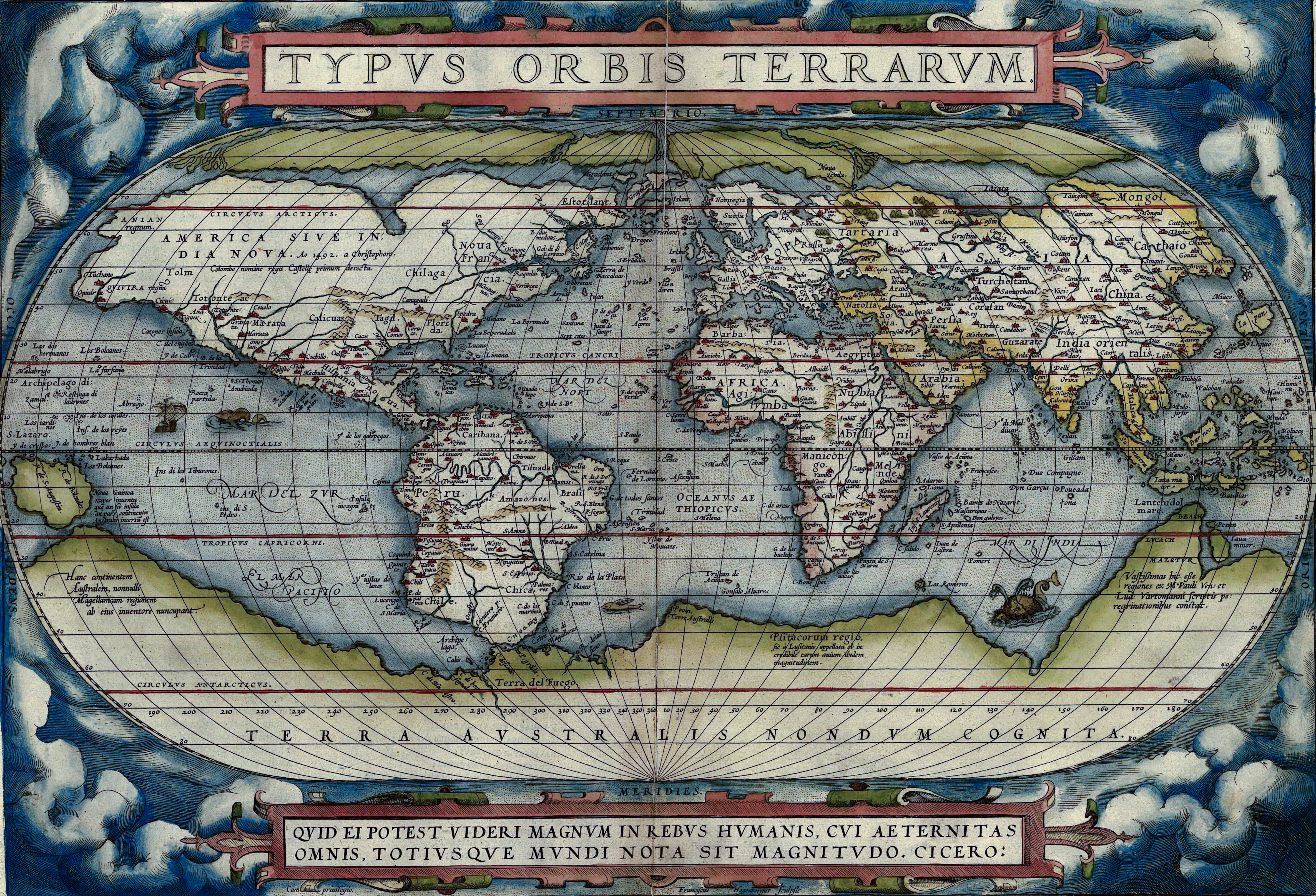
Mappamondo dal primo Atlante moderno di Abramo Ortelio - Theatrum Orbis Terrarum (1570)

### L'atlante di Tolomeo
La Geographia di Claudio Tolomeo, astronomo alessandrino del II secolo, era illustrata da una serie di 27 carte geografiche. Quest'opera verrà ristampata più volte nel XVI secolo, arricchita con le scoperte geografiche più recenti. Le edizioni più significative furono quelle di Martin Waldseemüller (Strasburgo, 1513) e di Giacomo Gastaldi (Venezia, 1569).

### Il Medioevo
Nel Trecento i cartografi italiani iniziarono a realizzare anche degli atlanti di carte portolaniche, come l'Atlante Mediceo, il Corbizzi, il Pinelli–Walckenaer. Del secolo successivo rimangono l'Atlante Bodleian-Douce, l'Atlante Luxoro e quello Cornaro. Dopo le scoperte geografiche del Rinascimento atlanti portolanici furono disegnati anche a Lisbona (l'Atlante Miller di Pedro Reinel e l'atlante di Fernão Vaz Dourado), a Dieppe (l'Atlante Vallard e quello di Guillaume Le Testu) ed a Costantinopoli (il Kitab-ı Bahriye -it. Libro della marina- di Piri Reìs). A Venezia Battista Agnese fra il 1534 e il 1564 realizzò almeno 71 atlanti manoscritti di cartine nautiche.

### L'età moderna
Quella degli atlanti indipendenti è un'innovazione che si deve ai cartografi fiamminghi, a partire da Abramo Ortelio che nel 1570 pubblicò il Theatrum Orbis Terrarum, il primo atlante sistematico di geografia moderna, seguito da Gerardo Mercatore che riprese la raccolta di Tolomeo nel 1578.
Il termine atlante comparve proprio nella prima raccolta di Mercatore Atlas sive cosmographicae meditationes de fabrica mundi et fabricati figura del 1595, utilizzando il nome del personaggio della mitologia greca, Atlante, che reggeva il mondo sulle spalle. Dopo circa trent'anni, la figura di Atlante comparve sulla copertina delle raccolte di carte geografiche.
Ad Anversa apparvero anche lo Speculum Orbis Terrarum di Gerard de Jode (1578) e l'aggiornamento Speculum Orbis Terrae edito da suo figlio Cornelis de Jode (1593).
Nel Seicento Amsterdam divenne il centro della cartografia mondiale, in cui operarono Jodocus (Josse) Hondius (Atlas Minor, 1607), Johannes Janssonius (Atlas Novus, 1638), Willem Janszoon Blaeu (Theatrum orbis terrarum, sive, Atlas Novus, 1635), Joan Blaeu (Atlas Maior, 1665) e Henricus Hondius (Atlas Maior, 1641).
Tra i primi atlanti in Italia di una certa rilevanza si possono citare Dell'Arcano del Mare (Firenze, 1645–1661) di Robert Dudley e l'Atlante Veneto di Vincenzo Maria Coronelli (in 14 volumi, Venezia, 1691-1696); in Francia le Cartes générales de toutes les parties du monde (1658–1676) di Nicolas Sanson.
Il Settecento segnò l'ascesa di Parigi come centro del commercio di carte geografiche in Europa.
Fra i principali atlanti del secolo si possono annoverare l'Atlas Nouveau di Guillaume Delisle (Amsterdam, 1742), l'Atlas Général di Jean-Baptiste Bourguignon d'Anville del 1737 e l'Atlas de toutes les parties connues du Globe Terrestre illustrato da Rigobert Bonne (Ginevra, 1780). A Norimberga uscì il Großer Atlas über die ganze Welt di Johann Baptist Homann (1716) mentre a Londra apparve fra il 1711 ed il 1717 l'Atlas Geographus di Hermann Moll.
Il primo atlante universale risale al 1817, grazie ad Adolf Stieler. Gli atlanti più importanti, oltre all'Atlante Stieler dell'Istituto Perthes di Gotha (pubblicato nel 1823), vi furono quelli di Carl Diercke (1875), di Andree (1881) e di Debes (1895) in lingua tedesca, il Bosatlas (1877) in lingua olandese, quello edito da Rand McNally (1881) negli Stati Uniti, il Times Atlas of the World (1895) e l'Oxford Atlas in Gran Bretagna, l'Atlas Universel de Géographie di Vivien de Saint-Martin e Schrader (1911) in francese, l'Atlas Mira (1954) in lingua russa e il Gran Atlas Aguilar in lingua spagnola (1969-1970).

### Il Novecento e l'Italia
I Grandi Atlanti, conosciuti e più o meno diffusi in Italia, sono di origine tedesca, talvolta anche britannica e francese; si chiamano Stieler, Andree, Debes, Times, Vivien e sono tutti atlanti di consultazione toponomatica e politica, mostrano cioè soprattutto le divisioni politiche e terndono a raccogliere nelle loro carte il maggior numero possibile di nomi. Solo il Times tiene conto dell'altimetria del terreno. L'Atlante Internazionale del Touring Club Italiano (prima edizione: 1927; ottava [ultima] edizione: 1968, ristampa aggiornata 1977), appare sostanzialmente simile agli atlanti tedeschi, ma già nel 1922, era uscito il primo atlante mondiale di elaborazione e realizzazione totalmente italiana, il Grande Atlante Geografico edito dall'Istituto Geografico De Agostini di Novara.
Il Grande Atlante fu più volte ristampato e rinnovato (1925, 1927, 1938, 1959 e oltre). Raggiunse la sua veste organica nella terza edizione passando da 30.000 nomi a 60.000 e infine 90.000 nel 1927. Ne era autore, insieme al sismologo Mario Baratta, il geografo e cartografo Luigi Visintin, direttore scientifico del De Agostini dal 1920 al 1958.
Il Visintin ebbe il merito di creare un atlante di studio, e non solo di pura consultazione. Lo stile affatto originale dell'opera è dovuto alla correlazione fra
1 rappresentazione del terreno,
2 elementi climatici,
3 risorse economiche, materie prime, produzione, commerci, azione umana, situazione politica e sociale
4 presenza di un testo, stampato sul retro di ogni carta che ne commenta i caratteri fisici, antropici, politici, sociali ed economici.
Si ricordano, sempre del Visintin, che aveva esperienza di scuola, anche l'Atlante Metodico, l'Atlante Moderno e gli atlanti economici per le scuole commerciali, in cui Visintin aveva per qualche tempo all'inizio insegnato Geografia, gli atlantini per le scuole elementari. Sui suoi atlanti studiarono perciò generazioni intere in Italia ed all'estero.
Con Luigi Visintin, dopo la morte di Baratta nel 1935, collaborò lo storico antichista Plinio Fraccaro, futuro rettore dell'Università di Pavia, allo scopo di aggiungere una sezione storica al Grande Atlante, utilizzando l'esperienza maturata con il precedente Atlante Storico (Baratta, Fraccaro, Visintin). Luigi Visintin pubblicò atlanti, carte e testi geografici, scolastici e di consultazione di alto livello, non solo per l'Italia ma anche per l'estero (si ricordano in particolare gli atlanti per l'America Latina) e persino per la Germania (cfr. il Goldmanns Grosser Weltatlas e l'atlante in tedesco edito a Zurigo). Sempre del Visintin importanti gli atlanti economici, gli atlanti storici, le sezioni economiche degli atlanti maggiori ed il celebre Calendario Atlante de Agostini.